# John Evans (Archäologe)

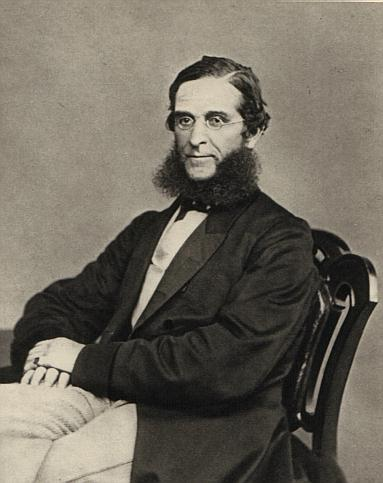
Sir John Evans

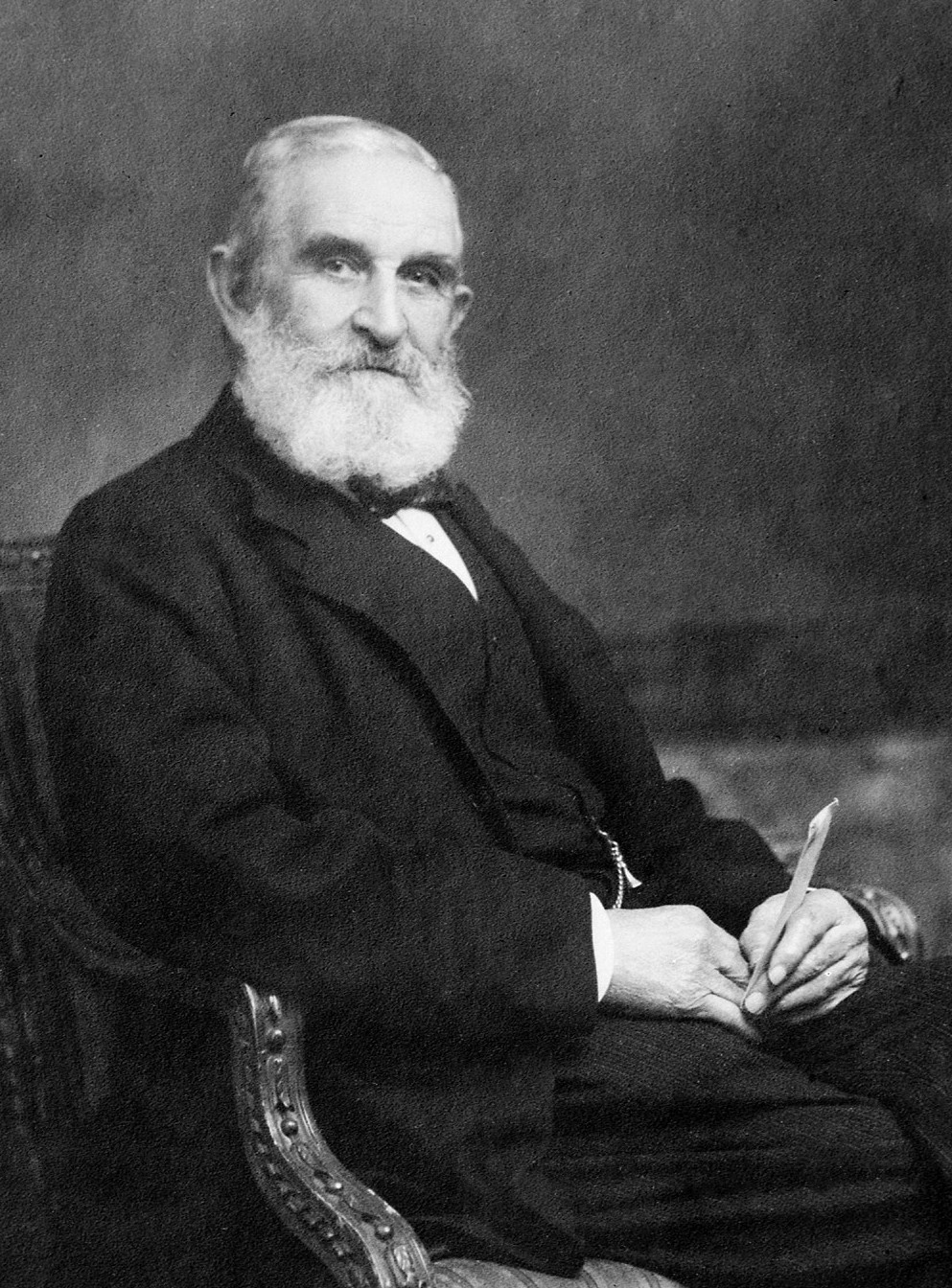
Sir John Evans

Sir John Evans (* 17. November 1823 in Britwell Court, Burnham, Buckinghamshire; † 31. Mai 1908 in Gemeinde Berkhamsted, Grafschaft Hertfordshire) war ein englischer Archäologe, Geologe und Sammler.

## Leben
John Evans war der zweite Sohn von Arthur Benoni Evans, dem Direktor der Dixie Grammar School in Market Bosworth, und seiner Frau Anne, die die Tochter von Captain Thomas Dickinson RN of Bramblebury near Woolwich war. Mit siebzehn Jahren begann er mit der Arbeit in der Papiermühle der Firma John Dickinson & Co. in Nash Mills (Hemel Hempstead, Hertfordshire). Das Unternehmen war von seinem Onkel und späterem Schwiegervater John Dickinson (1782–1869) gegründet worden. Dieser war der Erfinder der mechanischen Papiererzeugung und Seniorpartner des Unternehmens. Evans stieg zum Direktor der Papiermühle auf und wurde 1850 als Partner bei John Dickinson & Co. aufgenommen. Im selben Jahr heiratete er Harriet Ann, eine Tochter von John Dickinson. Er verblieb im aktiven Management des Unternehmens bis 1885.
Neben seiner Tätigkeit in der Unternehmensleitung war John Evans aber immer auch auf anderen Gebieten aktiv. So war er korrespondierendes Mitglied der Berliner Gesellschaft für Anthropologie, Ethnologie und Urgeschichte und der Kungliga Vitterhets Historie och Antikvitets Akademien. Er war Treuhänder des Britischen Museums und besaß eine große Sammlung von archäologischen Funden, darunter sehr seltene Exemplare, sowie Münzen und verfügte über eine Bibliothek.
Er war an den Ausgrabungen in Kents Cavern beteiligt, die eine große Rolle in der prähistorischen Archäologie spielten.
Er starb 1908 in Britwell und wurde in der Pfarrkirche von Abbots Langley in Hertfordshire bestattet.
Sein Sohn Arthur John Evans war Archäologe, Ausgräber des minoischen Palastes in Knossos und Kurator des Ashmolean Museums. Sein jüngerer Sohn Lewis Evans setzte die Familientradition eines Sammlers und Antiquars fort und sammelte wissenschaftliche Instrumente, die heute das Herzstück des Museums of the History of Science in Oxford sind.

## Ämter und Ehrungen
- 1874–1908 Präsident der Numismatic Society
- 1874–1876 Präsident der Geological Society,
- 1877–1879 Präsident der Anthropological Institute
- 1885–1892 Präsident der Society of Antiquaries of London
- 1891–1893 Präsident der Society of Chemical Industry
- 1897–1898 Präsident der British Association
- ab 1864 Mitglied der Royal Society
- ab 1881 Mitglied der American Philosophical Society[1]
- ab 1888 Mitglied der American Academy of Arts and Sciences
- 1878–1898 Schatzmeister der Royal Society

1892 erhielt Evans den Order of the Bath, 2. Klasse (Knight Commander).